# One Night Only - The Greatest Hits
One Night Only – The Greatest Hits (também distribuído como Elton John One Night Only – The Greatest Hits) é o quarto álbum ao vivo do cantor e compositor britânico Elton John, lançado em 2000. O concerto que deu origem ao álbum ocorreu em 20 e 21 de outubro do mesmo ano no Madison Square Garden, em Nova Iorque. Posteriormente, uma versão estendida em DVD foi lançada sob o título One Night Only: The Greatest Hits Live at Madison Square Garden. 
O álbum foi batizado "One Night Only" (equivalente a Somente Uma Noite, em português) justamente porque uma falha no equipamento impediu que toda a apresentação da noite anterior fosse gravada, restando somente o segundo dia de espetáculo. Um sucesso comercial, o álbum foi certificado em ouro pela RIAA em 2001.

## Faixas

### Versão CD
Todas as faixas escritas e compostas por Elton John e Bernie Taupin, exceto onde indicado. 
| N.º | Título                                                          | Compositor(es)                             | Duração |  |
| 1.  | "Goodbye Yellow Brick Road"                                     |                                            | 3:18    |  |
| 2.  | "Philadelphia Freedom"                                          |                                            | 5:21    |  |
| 3.  | "Don't Go Breaking My Heart" (com Kiki Dee)                     | Carte Blanche, Ann Orson                   | 4:19    |  |
| 4.  | "Rocket Man (I Think it's Gonna be a Long, Long Time)"          |                                            | 5:43    |  |
| 5.  | "Crocodile Rock"                                                |                                            | 4:13    |  |
| 6.  | "Sacrifice"                                                     |                                            | 5:20    |  |
| 7.  | "Can You Feel the Love Tonight"                                 | Elton John, Tim Rice                       | 3:59    |  |
| 8.  | "Bennie and the Jets"                                           |                                            | 5:02    |  |
| 9.  | "Your Song" (com Ronan Keating)                                 |                                            | 4:17    |  |
| 10. | "Sad Songs (Say So Much)" (com Bryan Adams)                     |                                            | 3:54    |  |
| 11. | "Candle in the Wind"                                            |                                            | 3:45    |  |
| 12. | "Saturday Night's Alright for Fighting" (com Anastacia)         |                                            | 4:38    |  |
| 13. | "I'm Still Standing"                                            |                                            | 3:04    |  |
| 14. | "Don't Let the Sun Go Down on Me"                               |                                            | 5:59    |  |
| 15. | "I Guess That's Why They Call It the Blues" (com Mary J. Blige) | Elton John, Davey Johnstone, Bernie Taupin | 5:10    |  |

### Versão DVD
1. "Funeral for a Friend/Love Lies Bleeding"
2. "Candle in the Wind"
3. "Bennie and the Jets"
4. "Goodbye Yellow Brick Road" (com Billy Joel)
5. "Someone Saved My Life Tonight"
6. "Little Jeannie"
7. "Philadelphia Freedom"
8. "Tiny Dancer"
9. "Can You Feel the Love Tonight"
10. "Daniel"
11. "Rocket Man"
12. "Club at the End of the Street"
13. "Blue Eyes"
14. "I Guess That's Why They Call It the Blues" (com Mary J. Blige)
15. "The One"
16. "I Don't Wanna Go on with You Like That"
17. "Sorry Seems to Be the Hardest Word"
18. "Sacrifice"
19. "Come Together"
20. "Your Song" (com Ronan Keating)
21. "Sad Songs (Say So Much)" (com Bryan Adams)
22. "I'm Still Standing"
23. "Crocodile Rock"
24. "Saturday Night's Alright for Fighting" (com Anastacia)
25. "The Bitch Is Back"
26. "Don't Let the Sun Go Down on Me"
27. "Don't Go Breaking My Heart" (com Kiki Dee)

## Créditos
- Elton John - piano, vocais
- Davey Johnstone - guitarra, vocais
- John Jorgenson - violão, bandolim, pedal steel, saxofone, vocais
- Bob Birch - baixo, vocais
- Guy Babylon - teclado, vocais
- Nigel Olsson - bateria, vocais
- Curt Bisquera - bateria
- John Mahon - percussão, vocais
- Michael Healea - percussão, vocais de apoio
- Ken Stacey - vocais de apoio
- Billy Trudel - vocais de apoio